# جيريمياه كونولي
جيريمياه كونولي (بالإنجليزية: Jeremiah Connolly)‏ هو فلاح وسياسي نيوزلندي، ولد في 1875، وتوفي في 2 أكتوبر 1935. انتخب عضو مجلس النواب نيوزيلندا.